# Neleinus turbatus
Neleinus turbatus is een insect uit de familie van de mierenleeuwen (Myrmeleontidae), die tot de orde netvleugeligen (Neuroptera) behoort. 
Neleinus turbatus is voor het eerst wetenschappelijk beschreven door Navás in 1915.